# Martinuskerk (Rijswijk)
De Martinuskerk is een Nederlands-hervormde dorpskerk in Rijswijk in de Nederlandse provincie Gelderland. Het is een Gelders-Nederrijns gotisch kerkje bestaande uit een toren, een middenschip met twee zijbeuken en een koor. Eigenaar is de Stichting Oude Gelderse Kerken. Rond de kerk ligt een begraafplaats met ruim driehonderd graven.

## Geschiedenis
Het eerste kerkje zou in 713 zijn gesticht door Suïtbertus. In 866 komt op de lijst van Utrechtse kerkgoederen een aan Martinus gewijd kerkje te Riswiic voor. In 1348 werd Rijswijk een zelfstandige parochie.
Het huidige kerkgebouw is een 16e-eeuwse driebeukige pseudobasiliek in Gelders-Nederrijnse gotiek. Het koor en schip hebben een netgewelf. De zijbeuken zijn later ingekort. De toren heeft nog een 14e-eeuwse onderbouw.
Zowel het dak als de toren vroegen regelmatig om grondig onderhoud, en in 1860 werd een ingrijpende verbouwing uitgevoerd. De scheefgezakte toren veroorzaakte in 1870 echter problemen met het gewelf van het schip, waarna tussen toren en schip een nieuw metselwerk werd opgetrokken om de stabiliteit van het gewelf te waarborgen.
In 1989 werd de Stichting Oude Gelderse Kerken de nieuwe eigenaar van de kerk. Inmiddels stond de toren 1,2 meter uit het lood. Tijdens een renovatie in 1991-1993 werd een fundatieframe onder de kerk geplaatst zodat het bouwwerk weer een stabiele ondergrond kreeg.

## Interieur
In de kerk is de graftombe van Diederick van Brakell en zijn vrouw Justina van Borssele (1692) te vinden.
De oudste grafzerk van de kerk is het exemplaar van Johan van Heteren en zijn vrouw Catharina van Wijhe uit 1526.
Het orgel is in 1875 gebouwd door Johan Frederik Witte.